# Jim Homer
James Powell Homer, detto Jim (Columbus, 5 dicembre 1921 – Livingston, 15 ottobre 1992), è stato un cestista statunitense, professionista nella NBL.

## Carriera
Giocò due stagioni nella NBL, disputando complessivamente 115 partite con 9,4 punti di media.